# Viva Wisconsin
Viva Wisconsin är ett livealbum av Violent Femmes som släpptes den 23 november 1999 på Beyond Records.

## Låtlista
1. Prove My Love
2. I'm Nothing
3. Country Death Song
4. Blister in the Sun
5. Gimme the Car
6. Don't Talk About My Music
7. Confessions
8. Hallowed Ground
9. Life is an Adventure
10. Old Mother Reagan
11. Ugly
12. Good Feeling
13. Dahmer is Dead
14. American Music
15. Special
16. Sweet Worlds of Angels
17. Black Girls
18. Gone Daddy Gone
19. Add It Up
20. Kiss Off